# Vredens stora dag
Dies Irae leder hit. En musikgrupp med detta namn hittas på Dies Irae (band).

Noter och text till den första strofen.

Dies irae, latin för "Vredens dag", är en psalmtext om yttersta domen. Den framförs i den version som finns i Den svenska psalmboken 1986 som en växelsång mellan församlingen och företrädesvis två körer, där körsekvensen börjar med titelraden Vredens stora dag och församlingssången börjar med titelraden En dag skall uppgå för vår syn. Vid psalmens första publicering ingick den latinska texten med inledningsorden Dies iræ, dies illa. Lacrimosa (latin för "tårfylld") är inledningsordet på en av verserna.
Den latinska texten skrevs troligen av Thomas av Celano (död omkring 1255) på 1200-talet och översattes till svenska av Severin Cavallin 1882 med en senare bearbetning av Johan Bergman 1920 och Natanael Beskow samma år. Den svenska psalmtexten (församlingssången) skrevs enligt 1986 års psalmbok utifrån en bearbetning av Bartholomäus Ringwaldt 1582 och 1586 av den latinska texten som sedan blev översatt av Lorentz Springer 1676, Johan Olof Wallin och Olov Hartman 1978.
Dess dramatiska framställning av yttersta domen är särskilt känd genom Mozarts och Verdis requiemmässor. Den medeltida hymnens melodi har använts av bland andra Franz Liszt i Totentanz – qui es in coelis, Paraphrase über 'Dies iræ', Hector Berlioz i Symfonie Fantastique och Requiem, Rachmaninov i De dödas ö och Variationer över ett tema av Paganini, György Ligeti, Mozart och Verdi i deras rekvier.
Melodislingan är välanvänd i både klassisk musik och i filmmusik. Några skräckfilmer där den finns med i filmmusiken är t ex Djävulsbilen (The Car, 1977), Fredagen den 13:e del VI – Jason lever (1986) och The Shining (1980), och även så vitt skilda filmer som t ex Citizen Kane (1941) och Ensam hemma (1990).
Beskows text blir fri för publicering 2023. Den tidigare, 1819, publicerade texten är fri från upphovsrättsligt skydd.

## Publicerad i
- 1819 års psalmbok som nr 498 En dag skall uppgå för vår syn under rubriken "Med avseende på de yttersta tingen: Begravningspsalmer: Om de dödas uppståndelse och den yttersta domen".
- Nya psalmer 1921 som nr 664 under rubriken "De yttersta tingen: Uppståndelsen, domen och det eviga livet".
- Sionstoner 1935 som nr 708 En dag skall uppgå för vår syn under rubriken "Uppståndelsen, domen och det eviga livet".
- 1937 års psalmbok som nr 589 En dag skall uppgå för vår syn under rubriken "Uppståndelsen, domen och det eviga livet".
- 1937 års psalmbok som nr 609 Vredens stora dag är nära under rubriken "Hymner och sånger för särskilda gudstjänster".
- Den svenska psalmboken 1986 som nr 634 En dag skall uppgå för vår syn under rubriken "Kristi återkomst".
- Finlandssvenska psalmboken 1986 som nr 136 med titelraden "En dag skall randas för vår syn" under rubriken "Kyrkoårets slut", endast med församlingens koral och med melodi av Heinrich Scheidemann, 1651.
- Lova Herren 1988 som nr 724 En dag skall uppgå för vår syn under rubriken "Kristi återkomst, domen och det eviga livet".